# Elektrownia jądrowa Atucha

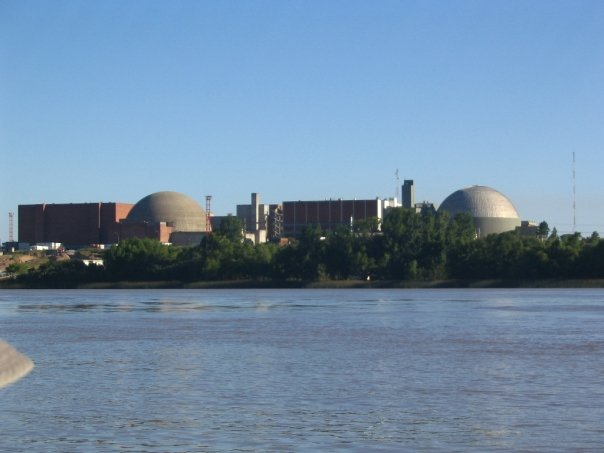
Elektrownia jądrowa Atucha

Elektrownia jądrowa Atucha – argentyńska elektrownia jądrowa położona na prawym brzegu rzeki Parana, w pobliżu miasta Lima, w partido Zárate, około 100 km od Buenos Aires. Eksploatuje dwa reaktory ciężkowodne.
W lutym 2022 r. Argentyna i China National Nuclear Corporation uzgodniły umowę na zaprojektowanie i budowę reaktora Atucha III, konstrukcji Hualong One (HPR1000) o mocy 1200 MWe, której planowany koszt to około 8 mld dolarów.
Argentyna jest trzecim państwem w Ameryce Łacińskiej jeśli chodzi o konsumpcję energii elektrycznej. Z tego też powodu w planach są budowy nowych reaktorów.  

## Reaktory
| Nazwa bloku | Typ reaktora | Producent / Dostawca | Właściciel                | Operator                  | Rozpoczęcie budowy | Stan krytyczny   | Włącz. do sieci | Trwałe wyłączenie | Moc elektryczna netto (MW) | Moc elektryczna brutto (MW) | Moc termiczna (MW) |
| ----------- | ------------ | -------------------- | ------------------------- | ------------------------- | ------------------ | ---------------- | --------------- | ----------------- | -------------------------- | --------------------------- | ------------------ |
| Atucha-1    | PHWR         | Siemens              | Nucleoelectrica Argentina | Nucleoelectrica Argentina | 6 stycznia 1968    | 13 stycznia 1974 | 19 marca 1974   |                   | 335                        | 362                         | 1179               |
| Atucha-2    | PHWR         | Kraftwerk Union      | Nucleoelectrica Argentina | Nucleoelectrica Argentina | 1 czerwca 1981     | 3 czerwca 2014   | 27 czerwca 2014 |                   | 692                        | 745                         | 2175               |